# 米卡·克里斯滕森
米卡·克里斯滕森（英語：Micah Christenson；1993年5月8日—）是一位美國排球運動員。他現在效力於俄羅斯排球超級聯賽的澤尼特喀山球隊。他也代表美國國家男子排球隊參賽，並在2016年里約奧運獲得銅牌，2024參加巴黎奧運再次帶領美國國家男子排球隊拿下銅牌。

## 體育成就

### 俱樂部
- CEV冠軍聯賽
  -  2017/2018 – 與盧貝排球

- 世界男排俱樂部錦標賽
  -  波蘭 2017 – 與盧貝排球

- 國內聯賽
  - 2016/2017  義大利盃，與盧貝排球
  - 2016/2017  義大利排球聯賽，與盧貝排球
  - 2018/2019  義大利超級盃，與摩德納排球
  - 2021/2022  俄羅斯盃，與澤尼特喀山
  - 2022/2023  俄羅斯排球超級聯賽，與澤尼特喀山

### 個人獎項
- 2013： 中北美洲和加勒比地區排球聯賽 – 最佳舉球員
- 2013： 中北美洲和加勒比地區排球聯賽 – 最佳發球選手
- 2015： 世界盃排球賽 – 最佳舉球員
- 2017： 中北美洲和加勒比地區排球聯賽 – 最有價值球員
- 2018： 世界男子排球錦標賽 – 最佳舉球員
- 2019： 男子排球國家聯賽 – 最佳舉球員
- 2019： 世界盃排球賽 – 最佳舉球員
- 2022： 男子排球國家聯賽 – 最佳舉球員
- 2023： 男子排球國家聯賽 – 最佳舉球員

## 個人生活
Micah出生於夏威夷檀香山，是Robert和Charlene Christenson的兒子。其父母都是夏威夷大學希洛分校的校友，父親Robert大學時期在那裡打籃球；母親Charlene贏得了三屆全國排球錦標賽冠軍，連續兩次入選全美最佳陣容。其妹Joanna則在南猶他大學打排球。Christenson於2005年開始在Asics Quicksilver俱樂部打排球；他同時也從事籃球運動，連續兩次獲得夏威夷佳得樂年度最佳球員獎(Gatorade Player of the year)。
Micah與Brooke結婚。夫妻倆育有兩子。

## 外部連結
- 選手資料 （页面存档备份，存于） at TeamUSA.org
- 選手資料在歐洲排球聯合會
- 選手資料 （页面存档备份，存于） at LegaVolley.it （義大利語）
- 選手資料 （页面存档备份，存于） at Volleybox.net

| 獎項                   | 獎項                                  | 獎項                   |
| ---------------------- | ------------------------------------- | ---------------------- |
| 前任： 卢西亚诺·德切科 | 世界盃排球賽 最佳舉球員 2015 2019     | 繼任： 現任            |
| 前任： 盧卡斯·坎帕     | 世界男子排球錦標賽 最佳舉球員 2018    | 繼任： 西莫內·詹內利   |
| 前任： 本亚明·托纽蒂   | 男子排球國家聯賽 最佳舉球員 2019      | 繼任： 法比安·德爾奇佳 |
| 前任： 法比安·德爾奇佳 | 男子排球國家聯賽 最佳舉球員 2022 2023 | 繼任： 安托萬·布里扎爾 |